# Список умерших в 1956 году
В этой статье представлен список известных людей, умерших в 1956 году.
- См. также: Категория:Умершие в 1956 году

## Январь
- 1 января — Константин Хохлов (70) — советский российский и украинский актёр, театральный режиссёр, педагог.
- 3 января — Вацловас Биржишка (71) — литовский юрист, библиограф, историк культуры.
- 3 января — Александр Гречанинов (91) — русский композитор-академист.
- 3 января — Пётр Попов — Герой Советского Союза.
- 8 января — Михаил Филиповский (59) — советский военачальник, генерал-лейтенант.
- 10 января — Иван Опалёв (49) — Герой Советского Союза.
- 13 января — Павел Болтунов — советский военно-морской деятель, контр-адмирал.
- 17 января — Владимир Богаткин (52) — генерал-лейтенант Советской Армии, участник Гражданской и Великой Отечественной войн.
- 18 января — Константин Пятс (81) — 1-й Президент Эстонии.
- 18 января — Навваб Сефеви — иранский борец с шахским режимом.
- 22 января — Ренато Риччи — итальянский государственный и политический деятель, министр корпораций Королевства Италия.
- 23 января — Даниель Сваровски (93) — основатель австрийской хрустальной империи «Swarovski».
- 25 января — Филипп Гореленко (67) — Герой Советского Союза.
- 27 января — Пётр Авдеенко (55) — генерал-майор, Герой Советского Союза.
- 27 января — Эрих Клайбер (65) — австрийский дирижёр. Отец дирижёра Карлоса Клайбера.
- 28 января — Мари Юхач (76) — деятельница СДПГ, борец за социальные реформы и права женщин.
- 31 января — Алан Милн (74) — английский писатель.

## Февраль
- 2 февраля — Пётр Кончаловский (79) — русский, советский художник.
- 4 февраля — Алексей Кокель (75) — художник, профессор.
- 6 февраля — Алексей Контушный — красноармеец Рабоче-крестьянской Красной Армии, участник Великой Отечественной войны, Герой Советского Союза.
- 7 февраля — Изабелла Венгерова (78) — российско-американская пианистка и музыкальный педагог.
- 11 февраля — Сергей Блажко (85) — русский и советский астроном.
- 24 февраля — Алексей Брыкин (36) — Герой Советского Союза.
- 25 февраля — Василий Кондаков (48) — Герой Советского Союза.
- 25 февраля — Яаков Левицкий (51) — израильский математик. Лауреат Государственной премии Израиля.
- 26 февраля — Натан Горен — израильский писатель, журналист, литературный критик, педагог. Писал на идиш и иврите, а также на русском.
- 27 февраля — Иван Хохлов (59) — Герой Советского Союза.
- 28 февраля — Александр Боголюбов (56) — Герой Советского Союза.
- 28 февраля — Эльпидио Кирино (65) — филиппинский политик, шестой президент Филиппинской республики.
- 28 февраля — Владимир Филатов (81) — советский офтальмолог.
- 29 февраля — Анатолий Прокашев (31) — участник Великой Отечественной войны, Герой Советского Союза.

## Март
- 1 марта — Михаил Белоусов (62) — Герой Советского Союза.
- 3 марта — Айно Каллас (77) — финская писательница, писавшая стихи, новеллы, романы и пьесы.
- 5 марта — Драстамат Канаян (72) — армянский политический и военный деятель. Член партии Дашнакцутюн.
- 8 марта — Пётр Дульский (76) — искусствовед, педагог.
- 8 марта — Александр Нецветайло (57) — генерал-майор Советской Армии, участник Первой мировой, Гражданской и Великой Отечественной войн.
- 9 марта — Михаил Табаков (79) — российский и советский трубач.
- 11 марта — Геннадий Вахолков (55) — полковник Советской Армии, участник Великой Отечественной войны, Герой Советского Союза.
- 12 марта — Николай Бережков (69) — русский и советский историк, археограф.
- 13 марта — Георгий Паршин (39) — участник Великой Отечественной войны, Герой Советского Союза.
- 13 марта — Григорий Подойницын (58) — советский военный юрист, генерал-майор юстиции.
- 17 марта — Ирен Жолио-Кюри (58) — французский физик, лауреат Нобелевской премии по химии (совместно с Фредериком Жолио, 1935).
- 20 марта — Фанни Дюрек (66) — австралийская пловчиха, олимпийская чемпионка и мировая рекордсменка.
- 20 марта — Вильгельм Миклас (83) — Федеральный президент Австрии (1928-1938)
- 26 марта — Николай Третьяков (39) — участник Великой Отечественной войны, Герой Советского Союза.
- 28 марта — Семён Блохин (56) — советский военачальник, военный разведчик, полковник.
- 30 марта — Владимир Лебедев — российский революционер, эсер, деятель временного правительства.
- 30 марта — Исаак Кая (68) — российский и советский педагог, историк, этнограф, лингвист.
- 30 марта — Яков Серебрянский (64) — полковник госбезопасности, сотрудник Иностранного отдела ОГПУ — НКВД, один из руководителей заграничной разведывательной и диверсионной работы советских органов госбезопасности.

## Апрель
- 1 апреля — Георгий Стуруа (71) — советский государственный и партийный деятель.
- 1 апреля — Михаил Терещенко (70) — крупный российский предприниматель.
- 1 апреля — Василий Шацких — Герой Советского Союза.
- 7 апреля — Сергей Щиров (40) — подполковник авиации, Герой Советского Союза.
- 8 апреля — Зеэв Голд (67) — раввин, еврейский активист, один из подписавших декларацию независимости Израиля.
- 10 апреля — Александр Орлов (59) — помощник председателя Военной коллегии Верховного Суда СССР.
- 13 апреля — Арсений Ричинский (63) — украинский врач, философ, религиовед, краевед, церковный композитор.
- 14 апреля — Ицхак Барэли (68—69) — литовский и израильский общественный и политический деятель, финансист.
- 16 апреля — Никон (Петин) (53) — епископ Русской православной церкви, архиепископ Херсонский и Одесский.
- 17 апреля — Юрий Екельчик (48) — советский кинооператор, лауреат двух Сталинских премий первой степени.
- 17 апреля — Михаил Кобрин (84) — украинский православный богослов, церковный и общественный деятель, расколовед, знаток древних языков, переводчик Священного Писания и богослужебных текстов на украинский язык.
- 19 апреля — Эрнст Курциус (70) — немецкий филолог, переводчик, специалист по романским литературам.
- 20 апреля — Борис Родос (50) — полковник госбезопасности, один из активных участников сталинских репрессий.
- 22 апреля — Никифор Алексеев (66) — советский военный деятель, генерал-майор танковых войск.
- 23 апреля — Александр Васильев (52) — полный кавалер ордена Славы.
- 23 апреля — Николай Симоняк (55) — Герой Советского Союза.
- 23 апреля — Иван Шульга (66) — российский и советский художник.
- 27 апреля — Иосиф Беккер (75) — советский литературовед, искусствовед, журналист.
- 29 апреля — Геннадий Вашляев (34) — Герой Советского Союза.
- 29 апреля — Вильгельм фон Лееб (79) — немецкий генерал-фельдмаршал, участник Первой и Второй мировых войн, организатор блокады Ленинграда.
- 29 апреля — Владимир Толстов (71) — русский военачальник.

## Май
- 1 мая — Николай Воробьев (39) — командир 365-й зенитной батареи 110-го зенитного артиллерийского полка противовоздушной обороны Береговой обороны Черноморского флота, майор.
- 1 мая — Иван Нимчук — западноукраинский общественный и политический деятель, доктор наук, журналист.
- 6 мая — Георгий Тасин (61) — украинский кинодраматург и кинорежиссёр. Лауреат Сталинской премии первой степени.
- 7 мая — Леопольд Влах (53) — австрийский кларнетист.
- 9 мая — Виктор Протчев (33) — участник Великой Отечественной войны, Герой Советского Союза.
- 9 мая — Борис Терновой (42) — участник Великой Отечественной войны, Герой Советского Союза.
- 10 мая — Александр Бурдаков (50) — советский государственный и партийный деятель, председатель Исполнительного комитета Иркутского областного Совета (1952-1956).
- 11 мая — Василий Калинин (64) — советский военачальник, генерал-майор.
- 13 мая — Александр Фадеев (54) — русский советский писатель, один из сооснователей Союза писателей СССР и его председатель с 1946 по 1954; самоубийство.
- 15 мая — Тимофей Борщов (55) — деятель ВЧК — ОГПУ — НКВД, начальник Управления НКГБ - МГБ по Свердловской области, комиссар государственной безопасности III-го ранга - генерал-лейтенант (1943-1948).
- 18 мая — Авраам Каценельсон — сионистский активист, один из подписавших декларацию независимости Израиля.
- 19 мая — Василий Чесноков (41) — Полный кавалер ордена Славы.
- 20 мая — Макс Бирбом (83) — английский писатель, художник-карикатурист, книжный иллюстратор.
- 20 мая — Алоис Гитлер (74) — сын Алоиса Гитлера, единокровный брат Адольфа Гитлера.
- 23 мая — Григорий Бройдо (72) — советский политический деятель, 1-й секретарь ЦК КП(б) Таджикистана (1933-1935).
- 26 мая — Мир Багиров (60) — советский и азербайджанский партийный и государственный деятель.
- 27 мая — Самед Вургун (50) — азербайджанский советский поэт, драматург и общественный деятель.
- 28 мая — Андрей Горбунов (50) — полковник Советской Армии, участник Великой Отечественной войны, Герой Советского Союза.
- 29 мая — Френк Борепейр (65) — австралийский пловец.
- 30 мая — Джордж Левик (79), английский врач, биолог и педагог; участник антарктической экспедиции «Терра Нова».

## Июнь
- 1 июня — Варфоломей (Городцев) (89) — епископ Русской православной церкви, митрополит Новосибирский и Барнаульский.
- 1 июня — Иван Долганов — лейтенант Советской Армии, участник Великой Отечественной войны, Герой Советского Союза.
- 3 июня — Александр Личинко (38) — участник Великой Отечественной войны, Герой Советского Союза.
- 4 июня — Павел Трайнин (61) — советский военачальник, контр-адмирал, участник Великой Отечественной войны.
- 12 июня — Сергей Шабельский (71) — советский композитор, дирижёр, пианист, заслуженный деятель искусств Казахской ССР.
- 16 июня — Никита Лебеденко (57) — советский военачальник, Герой Советского Союза, гвардии генерал-лейтенант.
- 16 июня — Иван Образков (52) — советский военачальник, генерал-майор авиации.
- 19 июня — Владимир Обручев (92) — русский геолог, палеонтолог, географ, писатель-фантаст.
- 21 июня — Никандр (Вольянников) — епископ Русской православной церкви, епископ Омский и Тюменский.
- 21 июня — Виктор Перист-Петренко (42) — советский актёр театра и кино, участник Великой Отечественной войны.
- 22 июня — Уолтер Де Ла Мар (83) — известный английский поэт, писатель и романист, наиболее знаменитый своими произведениями для детей.
- 23 июня — Майкл Арлен (60) — английский писатель армянского происхождения, настоящее имя и фамилия которого Тигран Куюмджян.
- 23 июня — Рейнгольд Глиэр (81) — русский и советский композитор, Народный артист СССР (1938); автор музыки гимна Санкт-Петербурга.
- 24 июня — Иван Лихачёв (60) — нарком машиностроения СССР.
- 26 июня — Аркадий Барышев (30) — Герой Советского Союза.
- 28 июня — Дмитрий Карпов — Полный кавалер ордена Славы.
- 30 июня — Илья Волынкин (47) — советский лётчик, герой Великой Отечественной войны, Герой Советского Союза.

## Июль
- 2 июля — Владимир Воробьёв-Десятовский (28) — советский индолог, кандидат филологических наук.
- 3 июля — Ян Берзин (54) — военный инженер, участник Великой Отечественной войны, Герой Советского Союза, гвардии полковник.
- 7 июля — Иза Кремер (68) — российская и молдавская певица, артистка оперы и оперетты.
- 8 июля — Иван Лагутенко (41) — Герой Советского Союза.
- 11 июля — Сергей Антонов (71) — архитектор, живописец, театральный художник, преподаватель.
- 13 июля — Владимир Захаров (55) — композитор, хоровой дирижер, народный артист СССР (1944), художественный руководитель хора им. Пятницкого (с 1932 года).
- 15 июля — Пётр Иванов (80) — русский религиозный писатель, заметный деятель русской эмиграции.
- 18 июля — Иван Зубович — советский государственный деятель.
- 19 июля — Павел Фомичёв (44) — Герой Советского Союза.
- 23 июля — Бадик Салихов (46) — Полный кавалер Ордена Славы.
- 25 июля — Феликсас Вайткус (49) — американский лётчик литовского происхождения.
- 27 июля — Александр Вербицкий (38) — Герой Советского Союза.

## Август
- 2 августа — Иван Носенко (54) — советский государственный деятель, инженер-контр-адмирал.
- 2 августа — Дмитрий Соломатин (34) — советский футболист, защитник, футбольный тренер.
- 3 августа — Михаил Бонч-Бруевич (86) — российский военачальник, участник Первой мировой и гражданской войн, генерал-лейтенант (1944).
- 4 августа — Тамара Казаринова (50) — советская лётчица, участница Великой Отечественной войны, командир 586-го женского истребительного авиационного полка ПВО, подполковник.
- 4 августа — Григорий Шайн (64) — советский астроном, академик АН СССР.
- 5 августа — Даниэль Кэрролл (63) — австрало-американский регбист, двукратный чемпион летних Олимпийских игр.
- 13 августа — Якуб Колас (73) — белорусский писатель.
- 14 августа — Бертольт Брехт (58) — немецкий поэт, прозаик, драматург, реформатор театра, основатель театра «Берлинский ансамбль».
- 16 августа — Михаил Погребецкий (63 или 64) — советский альпинист, заслуженный мастер спорта СССР, первовосходитель на пик Хан-Тенгри.
- 17 августа — Хусаин Зарипов (40) — Полный кавалер Ордена Славы.
- 17 августа — Абрам Ямпольский (65) — советский скрипач и музыкальный педагог, профессор Московской консерватории.
- 18 августа — Владимир Добровольский (76) — советский учёный в области теории механизмов.
- 20 августа — Двора Барон (68) — израильская писательница, переводчик, редактор. Первый лауреат премии имени Х. Н. Бялика.
- 22 августа — Иван Девотченко (54) — советский военачальник, военный лётчик.
- 25 августа — Альфред Кинси (62) — американский биолог, профессор энтомологии и зоологии, основатель института по изучению секса, пола и воспроизводства (1947) в Блумингтоне (Миннесота).
- 25 августа — Николай Кожанов (46) — Герой Советского Союза.

## Сентябрь
- 4 сентября — Николай Андрюшок (29) — Герой Советского Союза.
- 6 сентября — Дементий Чута (36) — Герой Советского Союза.
- 7 сентября — Николай Вилинский (68) — известный украинский советский композитор и выдающийся педагог, засл. деятель искусств Украины.
- 7 сентября — Отто Шмидт (64) — советский математик, астроном, исследователь Севера, академик, Герой Советского Союза.
- 10 сентября — Владимир Гордлевский (79) — советский востоковед-тюрколог.
- 10 сентября — Андрей Чирков (38) — Герой Советского Союза, летчик-истребитель.
- 11 сентября — Дмитрий Введенский (69) — русский и советский врач-уролог.
- 12 сентября — Джордж Джиллетт (79) — новозеландский регбист и игрок в регбилиг, один из членов «Ориджинал Олл Блэкс».
- 14 сентября — Семён Поспелов (57) — советский терапевт, доктор медицинских наук, профессор, генерал-майор Советской Армии, участник Великой Отечественной войны.
- 18 сентября — Илларион Свенцицкий (80) — украинский ученый, искусствовед, этнограф, филолог.
- 26 сентября — Юлий Бершадский (87) — российский и украинский советский живописец и педагог.
- 27 сентября — Бейб Захариас (45) — американская легкоатлетка и гольфистка.
- 28 сентября — Остап Вишня (66) — советский украинский писатель, юморист и сатирик.
- 29 сентября — Анастасио Сомоса Гарсиа (60) — диктатор Никарагуа с 1936.
- 29 сентября — Фёдор Чичкан (37) — подполковник Советской Армии, участник Великой Отечественной войны, Герой Советского Союза.
- 30 сентября — Василий Зайцев (40) — участник Великой Отечественной войны, Герой Советского Союза.

## Октябрь
- 1 октября — Владимир Косицкий — советский государственный деятель, хирург-ортопед.
- 1 октября — Борис Остащенко-Кудрявцев (79) — астроном, заведующий Николаевской обсерваторией.
- 7 октября — Арон Сингаловский — общественный деятель, писатель, публицист.
- 10 октября — Николай Волков (43) — подполковник Советской Армии, участник Великой Отечественной войны, Герой Советского Союза.
- 14 октября — Илья Кравцов (35) — участник Великой Отечественной войны, Герой Советского Союза.
- 16 октября — Сергей Козин (76) — советский монголовед.
- 17 октября — Энн Кроуфорд (35) — английская актриса.
- 18 октября — Йозеф Блум (58) — австрийский футболист и футбольный тренер.
- 21 октября — Джон Гэррелс (71) — американский легкоатлет, серебряный и бронзовый призёр летних Олимпийских игр 1908.
- 24 октября — Юрий Бурмистров — Герой Советского Союза.
- 24 октября — Григорий Громницкий (26) — старший лейтенант Советской Армии, участник подавления Венгерского восстания 1956 года, Герой Советского Союза.
- 25 октября — Ристо Рюти (67) — финский политический деятель, 5-й президент Финляндии (1940 — 1944).
- 26 октября — Сергей Коханович (35) — Герой Советского Союза.
- 26 октября — Сергей Кравченко (31) — Герой Советского Союза.
- 26 октября — Борис Сидоренко (46) — Герой Советского Союза.
- 30 октября — Андрей Владимирович (77) — великий князь, четвертый сын великого князя Владимира Александровича и Марии Павловны, внук Александра II.
- 30 октября — Григорий Моисеенков (41) — Герой Советского Союза.
- 31 октября — Фрэнсис Саймон (63) — немецкий и британский физик-экспериментатор, член Лондонского королевского общества (1941).

## Ноябрь
- 1 ноября — Пауль Крише (78) — немецкий агрохимик и агрогеограф.
- 2 ноября — Лео Бек (83) — раввин немецко-польского происхождения, учёный-философ, лидер прогрессивного иудаизма.
- 2 ноября — Яков Вейнберг (77) — американский композитор российского происхождения.
- 2 ноября — Константин Державин (53) — русский литературовед, переводчик и сценарист, литературный и театральный критик.
- 3 ноября — Павел Шурухин (43) — генерал-майор, дважды Герой Советского Союза.
- 4 ноября — Михаил Зинуков (32) — старший лейтенант, Герой Советского Союза; погиб в бою.
- 4 ноября — Иван Карпов (29) — старший лейтенант, Герой Советского Союза; погиб в бою.
- 4 ноября — Василий Морозов (39) — подполковник, Герой Советского Союза.
- 5 ноября — Виктор Ушаков (42) — полковник авиации, Герой Советского Союза; погиб при исполнении служебных обязанностей.
- 6 ноября — Пётр Волокитин (30) — старший лейтенант, Герой Советского Союза; погиб в бою.
- 6 ноября — Николай Муравлёв (31) — капитан, Герой Советского Союза; погиб в бою.
- 7 ноября — Александр Бобровский (34) — гвардии капитан авиации, Герой Советского Союза; погиб в бою.
- 7 ноября — Дмитрий Кармишин (30) — гвардии капитан авиации, Герой Советского Союза; погиб в бою.
- 7 ноября — Анатолий Кузьмин — младший сержант, Герой Советского Союза; погиб в бою.
- 8 ноября — Владимир Ярцев (32) — гвардии старший лейтенант авиации, Герой Советского Союза; погиб в бою.
- 9 ноября — Иван Горячев — сержант, Герой Советского Союза; погиб в бою.
- 9 ноября — Алексей Соловьёв (22) — сержант, Герой Советского Союза; погиб в бою.
- 10 ноября — Василий Жданов (59) — советский военачальник, генерал-полковник авиации.
- 10 ноября — Виктор Янг (56) — американский композитор, дирижёр, скрипач.
- 12 ноября — Михаил Плешков (71) — генерал-майор, участник Олимпийских игр 1912 года.
- 15 ноября — Георгий Шенгели (62) — русский поэт, переводчик, критик, филолог-стиховед.
- 19 ноября — Лев Руднев (71) — советский архитектор, ведущий практик «сталинской» архитектуры; спроектировал главное здание МГУ на Воробьёвых горах.
- 19 ноября — Пётр Шумский (53) — донской писатель, поэт, член Союза писателей СССР.
- 20 ноября — Владимир Аснин — советский и украинский психолог, последователь Выготского и представитель Харьковской школы психологии.
- 20 ноября — Хасан Заманов (44) — Герой Советского Союза.
- 21 ноября — Жак Садуль (75) — французский офицер, коммунист.
- 22 ноября — Константин Зубов (68) — советский актёр, народный артист СССР.
- 24 ноября — Николай Волынкин (42) — Герой Социалистического Труда.
- 25 ноября — Александр Довженко (62) — советский украинский кинорежиссёр, писатель, кинодраматург, народный артист РСФСР (1950).
- 26 ноября — София Буксгевден (73) — фрейлина последней русской императрицы Александры Фёдоровны.
- 26 ноября — Владимир Грабарь (91) — российский и советский юрист.
- 27 ноября — Антоний (Гигинейшвили) — епископ Грузинской православной церкви, Митрополит Сухумо-Абхазский.
- 28 ноября — Валериан Бердяев (71) — российский, советский и польский дирижёр.
- 28 ноября — Лукьян Новосельцев (44) — майор, Герой Советского Союза.
- 29 ноября — Карп Франчук (41) — подполковник авиации, Герой Советского Союза.

## Декабрь
- 2 декабря — Спадияр Кобеев (78) — казахский советский писатель.
- 6 декабря — Дереник Демирчян (79) — армянский советский писатель, поэт и переводчик.
- 10 декабря — Давид Шимони (70) — израильский поэт. Лауреат Государственной премии Израиля.
- 13 декабря — Константин Локс (67) — российский литературовед, критик, переводчик, мемуарист.
- 14 декабря — Павел Безуглов (30) — Герой Советского Союза.
- 14 декабря — Алексей Бондаренко (45) — советский государственный и партийный деятель, секретарь Тамбовского областного комитета КПСС (1955-1956), Герой Советского Союза.
- 14 декабря — Юхо Кусти Паасикиви (86) — финский политический деятель, 7-й президент Финляндии (1946 — 1956).
- 15 декабря — Николай Голдобин (35) — Герой Советского Союза.
- 16 декабря — Александр Гефтер (71) — русский морской офицер, писатель.
- 19 декабря — Павел Волосатых (59) — советский военный деятель, генерал-майор. Герой Советского Союза.
- 21 декабря — Уолтер Тууз (69), американский адвокат и политик, Судья Верховного суда штата Орегон[англ.].
- 23 декабря — Яков Шашлов (41) — Герой Советского Союза.
- 25 декабря — Михаил Геловани (63) — советский грузинский актёр, народный артист СССР.
- 27 декабря — Степан Льдинин (50) — гвардии старшина, полный кавалер Ордена Славы.
- 31 декабря — Авраамий Завенягин (55) — государственный деятель СССР, советской металлургии и атомного проекта, генерал-лейтенант.